# Галицьке (Казахстан)
Га́лицьке (каз. Галицкое) — село у складі Успенського району Павлодарської області Казахстану. Адміністративний центр Новопокровського сільського округу.
Населення — 1162 особи (2021; 1192 у 2009, 1153 у 1999, 1245 у 1989).
Національний склад станом на 1989 рік:
- німці — 58 %
- росіяни — 24 %